# Хоришко, Владимир Дмитриевич
Владимир Дмитриевич Хоришко (род. 3 декабря 1958) — украинский предприниматель в области сельскохозяйственного производства, Герой Украины (2008).

## Биография
Родился 3 декабря 1958 года в селе Николаевка Днепропетровской области. 
В момент награждения работал директором общества «Корпорация „Агро-Союз“» (село Майское, Синельниковский район, Днепропетровская область).

## Награды и звания
- Звание Герой Украины (с вручением ордена Державы, 20.08.2008 — за выдающийся личный вклад в укрепление потенциала агропромышленного комплекса Украины, внедрение инновационных технологий в сельскохозяйственное производство, весомые трудовые достижения).
- Награждён орденом Князя Ярослава Мудрого V степени (2007).[3]